# 林波波河

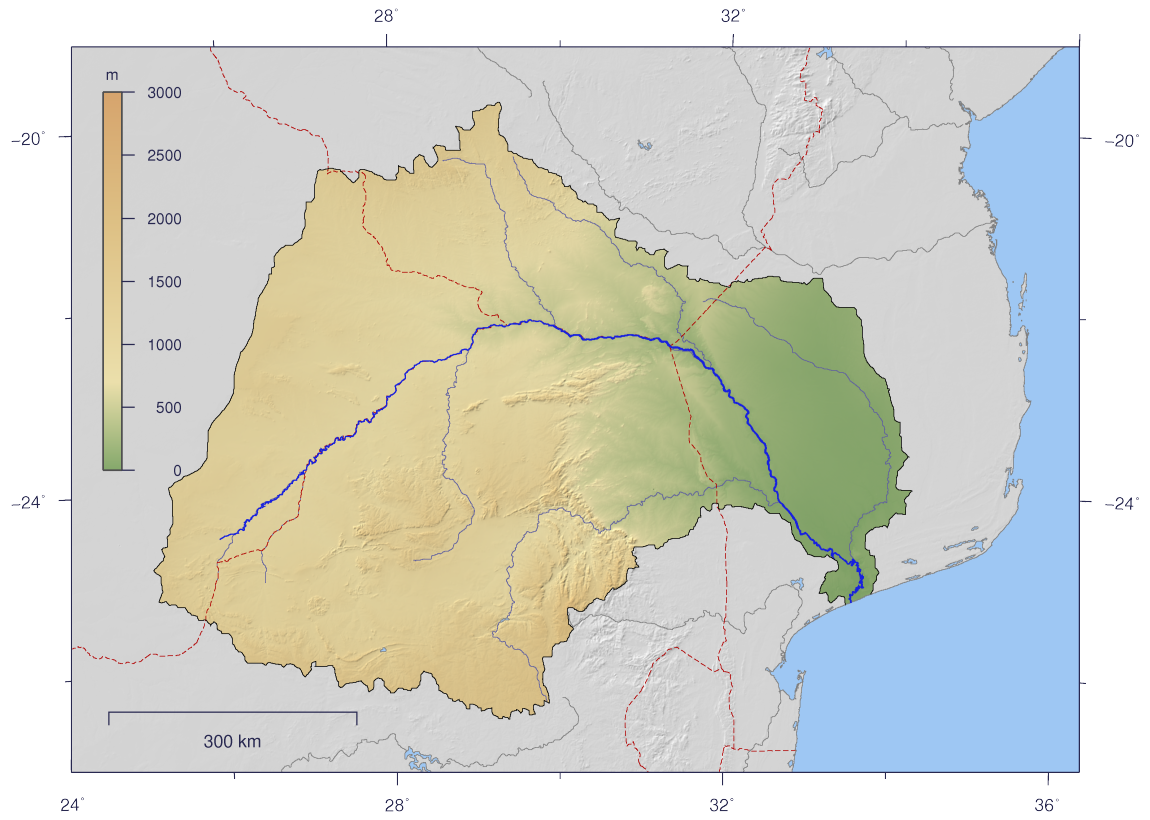
林波波河流域圖

林波波河（Limpopo）是南部非洲注入印度洋的第二大河流，長1,750公里，流域面積415,000平方公里。
起源於博茨瓦納和南非共和國交界地區，先往北，再往東、南（並形成了南非和博茨瓦納及津巴布韋的國界），最後在莫桑比克的賽賽以下注入印度洋。主要支流有象河、沙謝河等。